# 新田光之助
新田 光之助（にった こうのすけ、1944年（昭和19年）1月28日 - 2024年（令和6年）8月13日 ）は、日本の教育者。学校法人筑陽学園理事長。

## 略歴
筑陽学園創立者・初代校長である新田ミツの孫として福岡市に生まれる。1962年福岡県立修猷館高等学校を経て、武蔵野美術大学を卒業。
筑紫工業高等学校（現・筑紫台高等学校）教諭、筑陽学園高等学校副校長を経て、1994年同校長に就任。1999年筑陽学園理事長に就任する。
福岡県私学協会会長、福岡県私立学校審議会会長、九州地区私立学校審議会会長なども務めている。